# Okopek
Okopek (do 1945 r. niem. Wilhemsberg) – osada w Polsce położona w województwie warmińsko-mazurskim, w powiecie bartoszyckim, w gminie Górowo Iławeckie. W latach 1975–1998 miejscowość administracyjnie należała do województwa olsztyńskiego.

## Historia
W 1889 r. był to folwark, należący do majątku ziemskiego Stega Mała.
W 1983 r. był to PGR z 7 budynkami mieszkalnymi, 55 mieszkańcami i prywatnym zakładem stolarskim.
Obecnie w miejscowości brak jest zabudowy.